# 이선희 (태권도 선수)
이선희(李仙熙, 1978년 10월 21일~)는 대한민국의 여자 태권도 선수이다. 시드니에서 열린 2000년 하계 올림픽에서 -67kg급 금메달을 획득하였다. 은퇴 후에는 경찰공무원으로 일하고 있다.